# Wellawaya Division
Wellawaya Division är en division i Sri Lanka.   Den ligger i distriktet Moneragala District och provinsen Uvaprovinsen, i den södra delen av landet, 140 km öster om huvudstaden Colombo. Antalet invånare är 59 770.